# آلن لوریه
آلن لوریه (انگلیسی: Alain Laurier؛ زادهٔ ۱۲ سپتامبر ۱۹۴۴ – درگذشتهٔ ۲۵ دسامبر ۲۰۲۳) بازیکن سابق و مربی فوتبال اهل فرانسه بود.
از باشگاه‌هایی که وی در آنها سابقه بازی دارد، می‌توان به باشگاه فوتبال آنژه، باشگاه فوتبال کان، باشگاه فوتبال لو مان، باشگاه فوتبال استاد رنس و باشگاه فوتبال پاریس اف سی اشاره کرد.